# Ruben Buriani
Ruben Buriani  est un footballeur international italien, né le 16 mars 1955 à Portomaggiore.

## Carrière
Avec le Milan AC, il remporte le dixième titre du club, synonyme d'étoile sur le maillot, puis est rétrogradé en Série B à la suite des scandales des matchs truqués. Après deux saisons à Cesena et une à la Roma, il part à Naples où il se blesse gravement au bout de cinq matchs. Contraint de quitter le haut niveau, il retourne à Ferrare son club formateur. 
Il débute en équipe d'Italie, le 16 février 1980 contre la Roumanie. Il est dans le groupe lors de l'Euro 1980, mais ne joue pas.

## Palmarès
- Champion d'Italie en 1979 avec le Milan AC
- Champion de Série B en 1981 avec le Milan AC
- Champion de Série C en 1976 avec Monza